# Жетулио
Жету́лио Ко́ста де Оливе́йра (порт. Getúlio Costa de Oliveira; 25 февраля 1954, Белу-Оризонти) — бразильский футболист, правый полузащитник.

## Карьера
Жетулио начал свою карьеру в молодёжном составе клуба «Атлетико Минейро», куда пришёл в 14-летнем возрасте. В 1970 году Жетулио дебютировал в основе клуба, сыграв 7 сентября товарищеский матч с командой «Курвело». В период между 1970 и 1971 годами Жетулио регулярно играет в товарищеских матчах команды и несколько раз оказывается в заявке клуба. С 1972 года Жетулио выходит в официальных матчах команды, первоначально он играл на месте центрфорварда, но тренер Барбатана поставил его на правый край полузащиты, для того, что бы освободить место для молодого лидера атак «Минейро» Рейналдо. В «Атлетико» Жетулио выступает 5 лет, отыграв за клуб 205 матчей и забив 27 мячей, а также выиграв Чемпионат Минас-Жерайс в 1976 году и два Кубка Минас-Жерайс.
В 1977 году Жетулио перешёл в клуб «Сан-Паулу», где прошли лучшие годы карьеры футболиста. Дебютировав в команде 1 сентября, Жетулио уже к концу года стал Чемпионом Бразилии, примечательно, что «Сан-Паулу» оформил победу в турнире в гостевой игре с бывшим клубом Жетулио, «Атлетико Минейро». Выиграл Жетулио и две Паулисты в 1980 и 1981 годах. Всего за Сан-Паулу за 7 лет Жетулио провёл 323 матча, забив 34 гола.
Год 1984-й Жетулио начал в Рио-де-Жанейро, куда он переехал выступать за команду «Флуминенсе». За «Флу» Жетулио играл всего два года, но в эти годы он выиграл две Кариоки.
После «Флу» Жетулио уехал в США на заработки денег, выступая за клуб «Голливуд Киккерс», где и завершил спортивную карьеру.
Вернувшись в Бразилию из штатов, где Жетулио прожил ещё два года, он возвратился в клуб «Атлетико Минейро» и стал тренером молодёжного состава команды, составленного из мальчиков 14-летнего возраста. На этой должности он проработал 13 лет, взрастив множество футболистов, среди которых Линкольн, Ренато, Родриго Диас, Рафаэл Миранда и другие. Но в 2003 году Жетулио, вместе с рядом других экс-футболистов был уволен со своей должности из-за политического решения руководства штата, запрещающего работать в структуре молодёжного состава клуба бывшим футболистам команды.
Сейчас Жетулио работает в школе Курумим, где помогает «трудным» подросткам забыть свои преступления и стать достойными людьми.

## Достижения
- Обладатель Кубка Минас-Жерайс: 1975, 1976
- Чемпион штата Минас-Жерайс: 1976
- Обладатель Кубка Атлантики: 1976
- Обладатель Кубка Рока: 1976
- Обладатель Кубка Освалдо Круза: 1976
- Обладатель Кубка Рио-Бранко: 1976
- Чемпион Бразилии: 1977
- Чемпион штата Сан-Паулу: 1980, 1981
- Чемпион штата Рио-де-Жанейро: 1984, 1985